# 太平洋エンジニアリング
太平洋エンジニアリング株式会社 (Taiheiyo Engineering Corporation) は、東京都江東区に本社を置く、特定建設業のエンジニアリング、コンサルティング、メンテナンス、マニュファクチャリングを行う企業。太平洋セメントの関連会社。

## 概要
太平洋セメントグループのエンジニアリング系子会社である、小野田エンジニアリング株式会社、株式会社アサノテック及び秩父エンジニアリング株式会社の3社が2000年（平成12年）10月1日に3社対等の立場で合併し発足した。

## 事業内容

### エンジニアリング
業務内容と商品群は以下の通り。

#### セメント製造関連エンジニアリング
- プラントエンジニアリングサービス
- 各種システムエンジニアリングサービス
  - 塩素バイパスシステム
  - 塩素・硫黄バイパスシステム（ハイブリッドバイパス (Hybrid Bypass)）
  - バイパスダスト水洗・塩回収システム (POTEREX)
  - キルンバーナー
  - プレヒータコーティング防止システム (TCS)
  - 予備粉砕システム
  - 高性能クリンカ冷却システム
  - 高効率分級システム

#### セメント物流関連エンジニアリング
- セメントターミナル
- セメント輸送船荷役設備
- 生コンクリート製造プラント

#### 鉱業・資源関連エンジニアリング
- 鉱山プラント・骨材プラント
  - 破砕
  - 選鉱
  - 輸送
  - 貯蔵

#### 粉粒体エンジニアリング
- 各種粉粒体製造システム
  - タンカル
  - シリカ
  - 有機樹脂他
- 各種粉粒体ハンドリングシステム
  - 粉砕
  - 分級
  - 集塵
  - 造粒
  - 固形化
  - 調湿
  - 搬送
  - 貯蔵
  - 引出
  - 混合
  - 計量

#### 環境関連エンジニアリング
- 廃棄物の原燃料化システムエンジニアリングサービス
  - AKシステム
  - 都市ごみ焼却灰セメント資源化システム（異物選別・灰水洗）
  - 都市ごみ焼却飛灰積込設備
  - 都市ごみ焼却灰選別設備
  - 都市ごみ焼却飛来・バイパスダスト水洗設備 (HybriDesalter)
  - 下水汚泥乾燥システム (TSDS)
  - 廃タイヤ処理設備
  - 廃プラ代替燃料化設備
  - 廃油処理設備
  - 廃木材処理設備
  - 建設廃土処理設備
  - その他関連設備
- 各種廃棄物処理システム
  - 再生骨材製造システム (TRASS)
  - 排水処理システム
  - 排ガス処理設備
- 畜糞炭化設備
- エコセメント製造設備
- 集塵設備

### コンサルティング
- 工場診断
- フィージビリティースタディー
- 資源調査
- 鉱山開発計画
- プロジェクトコンサルティング
- オペレーショントレーニング
- 工場調査

### メンテナンス
- セメントプラント
- 建材・二次製品プラント
- 骨材プラント
- 建築物・構築物

### マニュファクチャリング

#### 各種機器販売
- 破砕・粉砕
- 分離・分級
- 焼成・乾燥・冷却・反応
- 輸送・供給
- 貯蔵
- 省力化・計測

#### 鋳鋼販売
- 耐摩耗鋳鋼（低合金、Cr系）
- 耐熱・耐食鋳鋼（Ni系）
- 高マンガン鋳鋼（Mn系）
- 普通鋳鋼（SC系）
- 耐摩耗溶接

## 沿革

### 小野田エンジニアリング株式会社
- 1963年（昭和38年）6月 - 内外コンサルタント設立
- 1976年（昭和51年）4月 - 小野田セメント株式会社技術部、鉱業部の一部、中央研究所の一部、及び内外コンサルタント株式会社を統合し、小野田エンジニアリング株式会社設立。

### 秩父エンジニアリング株式会社
- 1960年（昭和35年）11月 - 秩父大成鉄工株式会社設立。
- 1983年（昭和58年）10月 - 秩父コンサルティングエンジニアズ株式会社と合併し、秩父エンジニアリング株式会社に社名変更。

### 株式会社アサノテック
- 1963年（昭和38年）1月 - 浅野セメント株式会社香春工場の自家発電の余剰電力活用を目的として、香春にて鋳鋼事業を開始。
- 1974年（昭和49年）12月 - 香春製鋼所東京事務所を日本セメント株式会社機械事業部（1985年7月、エンジニアリング事業部に改称）に組織改定。
- 1998年（平成10年）9月 - 日本セメントからエンジニアリング事業部と香春製鋼所を分離統合、株式会社アサノテック設立。

### 太平洋エンジニアリング株式会社
- 2000年（平成12年）10月 - 太平洋セメントグループのエンジニアリング事業会社3社（小野田エンジニアリング、アサノテック、秩父エンジニアリング）が合併し、発足。
  - 旧・秩父エンジニアリングの現業部門を太平洋テクニカルサービス株式会社として分社。太平洋エンジニアリングの鋳鋼製造部門を株式会社香春製鋼所として分社。
- 2001年（平成13年）7月 - マイテック工業株式会社を関係会社とする。
- 2002年（平成14年）10月 - 組織改定により、深谷支店を発足。2002年4月、ティーシートレーディング株式会社より産業機械部を受入し深谷支店に編入。
- 2004年（平成16年）
  - 4月 - 本社を東京都江戸川区西葛西へ移転。
  - 10月 - 本社エンジニアリング本部組織を改定し、コンサルティング部を新設。
- 2005年（平成17年）3月 - 本社エンジニアリング本部のFA技術部を廃止し、関係会社であるマイテック工業株式会社へ移管。
- 2006年（平成18年）10月 - CS推進チームを発足、並びにエンジニアリング本部組織を改定。
- 2009年（平成21年）10月 - 子会社太平洋テクニカルサービス株式会社を合併。
- 2010年（平成22年）
  - 3月 - 大阪営業所を廃止し、日高営業所へ集約。
  - 10月 - 設立10周年。
- 2012年（平成24年）
  - 1月 - 鉱山開発技術チーム発足。
  - 2月 - 中華人民共和国での展開拡大のため、合弁会社（冀東太平洋(北京)環保工程技術有限公司）設立に合意、調印。
  - 5月 - 冀東太平洋(北京)環保工程技術有限公司 開業。
- 2013年（平成25年）7月 - FA事業、並びに関係会社マイテック工業株式会社の事業を株式会社エー・アンド・デイ、並びにシーエム精機株式会社へ譲渡。
- 2015年（平成27年）12月 - 本社業務部安全課を廃止し、エンジニアリング本部安全管理部を新設。
- 2016年（平成28年）
  - 1月 - 本社を東京都江東区木場へ移転。
  - 4月 - 深谷支店に安全管理部を新設。
  - 6月 - 本社エンジニアリング本部鉱山開発技術チームを部組織とし、鉱山技術部へ変更。
    - 深谷支店営業部をプラント営業部に名称変更。
    - 深谷支店産業機械部を廃止し、産機営業部を新設。
- 2017年（平成29年）4月 - 子会社の香春製鋼所を、栗本鐵工所の子会社である株式会社佐世保メタルが吸収合併し、ジャパンキャステリング株式会社とする。

## 拠点
- 本社 - 東京都江東区木場2-17-12　SAビルディング5F
- 深谷支店 - 埼玉県深谷市幡羅町1-11-2